# Porocyty
Porocyty – jeden z typów komórek znajdujących się w warstwie dermalnej (pinakoderma, ektomezenchyma) gąbek. Komórki te mają cylindryczny kształt. Zawierają otwory wlotowe, przez które woda dostaje się do ciała gąbki.